# Osiedle Zgoda
Osiedle Zgoda – osiedle w Żywcu, w dzielnicy Zabłocie. Pierwotnie nosiło nazwę osiedla PKWN.
Osiedle położone jest na obrzeżach miasta, przy granicy z wsią Wieprz, nieopodal żywieckiego browaru. Osiedle powstało w latach 70' dla pracowników Browaru w Żywcu. Budowa została zakończona w 1974 roku. Połączenie z centrum miasta zapewniają autobusy MZK Żywiec linii 1, której pętla znajduje się na terenie osiedla.